# Департамент космических исследований Индии
Департамент космических исследований Индии (англ. Department of Space) — подразделение правительства Индии, отвечающее за управление национальной программой космических исследований. Находится под непосредственным контролем премьер-министра страны, секретарь Департамента — доктор Тирумалачари Рамасами.
Важнейшей исследовательской организацией Департамента является Индийская организация космических исследований (ISRO), другие подведомственные Департаменту агентства — Лаборатория физических исследований, Национальная лаборатория атмосферных исследований, Лаборатория полупроводников и Северо-восточный центр прикладных космических разработок.
Национальная индийская космическая программа направлена на применение космических исследований в интересах социально-экономического развития страны. Она включает в себя две основные спутниковые системы — INSAT для связи, телевизионного вещания и метеорологических наблюдений, и IRS (англ.) для мониторинга и управления природными ресурсами. На сегодняшний день в Индии имеется два типа собственных ракет-носителей: полярная ракета-носитель (Polar Satellite Launch Vehicle, PSLV) для запуска искусственных спутников с дистанционным зондированием координат массой до 1300 кг и геостационарная ракета-носитель (Geo‑synchronous Satellite Launch Vehicle, GSLV) для запуска коммуникационных искусственных спутников массой до 2000 кг.
Индия — одна из очень немногих космических держав, которая самостоятельно проводит запуски спутников связи на геостационарную орбиту (с 2001 года), возвращаемых космических аппаратов (с 2007 года) и автоматических межпланетных станций к Луне (с 2008 года) и оказывает другим странам услуги по запуску космических аппаратов.

## История
В 1961 году правительство Индии поручило ведение вопросов космических исследований и мирного использования космического пространства Департаменту по атомной энергии, а в 1962 году был создан специальный орган — Индийский национальный комитет по космическим исследованиям (INCOSPAR), во главе с доктором Викрамом Сарабхаи. В 1969 году INCOSPAR был реорганизован в Индийскую организацию космических исследований. Правительство Индии создало Департамент космических исследований в 1972 году и с 1 июня 1972 года сделало ISRO подведомственной Департаменту.